# Rupicola rupicola
El gallito de las rocas guayanés (Rupicola rupicola), también denominado gallito de roca guyanés (en Colombia) o simplemente gallito de las rocas, es una especie de ave paseriforme de la familia Cotingidae, una de las dos pertenecientes al género Rupicola. Es nativo del escudo guayanés y del norte de la cuenca amazónica en América del Sur No se conocen subespecies. El macho de la especie es un pájaro de excepcional colorido anaranjado brillante, adornado con una peculiar cresta en forma de disco semicircular y con delicadas plumas sedosas en la parte inferior del dorso y en las escapulares, lo que provoca comparaciones con las bellas aves del paraíso.

## Distribución y hábitat
Se distribuye desde el este de Colombia (localmente desde el sureste de Vichada al sur hasta Vaupés), sur de Venezuela (Amazonas, Bolívar), Guyana, Surinam, Guayana francesa, y  localmente en el norte de Brasil (desde la región del alto río Negro hacia el este hasta Amapá, hacia el sur hasta cerca de 100 km al norte de Manaus).
Esta especie es considerada de localmente poco común a bastante común en su hábitat natural, el estrato medio y bajo de selvas húmedas, principalmente cerca de áreas rocosas (Por eso le llaman gallito o gallo de las rocas) y barrancos, mayormente por debajo de los 1200 m de altitud.

## Descripción
Es la más pequeña de las dos especies del género Rupicola, su longitud total está entre 27 y 32 cm, y pesa en promedio 218 g el macho adulto, y 203 g la hembra. Es un pájaro robusto; el macho de plumaje anaranjado intenso con una extraordinaria cresta en formato de media luna que abarca desde la frente del pico hasta la nuca y con un estrecho borde subterminal de color marrón oscuro. La cola es negra terminada en una estrecha franja anaranjada. Las alas tienen las plumas primarias entre gris y negro con amplia base blanca, las primarias más externas tienen una punta larga y esbelta; las secundarias son muy anchas y las secundarias internas ostentan unos flecos anaranjados largos y sedosos. La hembra adulta, de color pardo moreno oscuro uniforme, es similar al macho en las proporciones, aunque la cresta es menor. Los machos inmaturos son similares a la hembra pero manchados de anaranjado hasta el año, principalmente anaranjados pero manchados de pardo hasta los dos años y alcanzan el plumaje definitivo a los tres. La hembra inmadura es similar a la adulta.
El iris del macho es anaranjado, pero más amarillo en las márgenes; el de la hembra es anaranjado apagado y más gris hacia los bordes. El pico del macho es anaranjado profundo en la base y amarillo hacia el medio; el de la hembra es color cuerno negruzco con el culmen y la punta amarillos. Los tarsos del macho son anaranjado amarillento y de la hembra color cuerno parduzco oscuro.

## Comportamiento
Mientras están forrajeando, se mueven solitarios por la selva, y a pesar de su tamaño, vuelan con agilidad.

### Alimentación
La dieta consiste principalmente de frutas, y ocasionalmente también de insectos y pequeños vertebrados. Alrededor de tres cuartos de las frutas consumidas son rojas o negras. Regurgitan las semillas grandes, como consecuencia, cantidades de semillas se acumulan en el suelo debajo o cerca de sus nidos.

### Reproducción
El gallito de las rocas guayanés es polígamo, un único macho cruza con múltiples hembras y no mantienen relaciones de largo plazo. El macho no participa de la fabricación del nido, ni de la incubación de la puesta, ni de la alimentación de los polluelos. El nido es construido con barro y material vegetal, que fija con saliva y barro a una barranca rocosa o cerca de corrientes de agua rocosas en la sombra del bosque. Lo hacen entre diciembre y enero, cuando comienza la temporada reproductiva. La hembra pone uno o dos huevos pardo amarillentos marcados de gris-lilás. La incubación dura entre 27 a 28 días. Los polluelos son alimentados con frutas y ocasionalmente con insectos o pequeños vertebrados.

### Exhibición y vocalización
El gallito de las rocas despliega conductas comunales de lek: las singulares demostraciones de los machos, bailando y cantando en lugares seleccionados del bosque conocidos con el nombre escandinavo de «lek», constituyen una eficaz forma de selección entre los machos de la especie. El macho que baile mejor a los ojos de la hembra, y aquel que regrese puntual cada día a la sesión de baile evitando ser presa de los depredadores, será elegido para brindar sus genes a las nuevas generaciones de gallitos de las rocas.
Los «leks» pueden reunir docenas de machos, pero típicamente entre cinco a diez. En el «lek», cada macho mantiene una «arena» en el suelo del bosque, limpia de vegetación. Sin embargo, los machos permanecen la mayoría del tiempo en perchas a unos 1,5 a 2 m arriba de la «arena». En sus perchas realizan movimientos estereotipados y desafíos rituales, mientran baten sus picos, interrumpidos frecuentemente por llamados roncos y sonoros, por ejemplo, un explosivo «kakrrou!».
Cuando una hembra visita el «lek», los machos descienden a sus arenas, erizan su plumaje y se agazapan inmóbiles. Los pequeños filamentos curvos de las secundarias de las alas son levantados y agitados como si soplara una brisa. Si una hembra desciende a la arena de un macho, lo toca en el dorso o en el hombro, lo que es seguido inmediatamente por la cópula. La hembra podrá volver más tarde para copular nuevamente, con el mismo o con otro macho.

## Estado de conservación
Regularmente localizada en su gran área de distribución, esta especie es evaluada como de «preocupación menor» por la Unión Internacional para la Conservación de la Naturaleza (IUCN).

## Sistemática

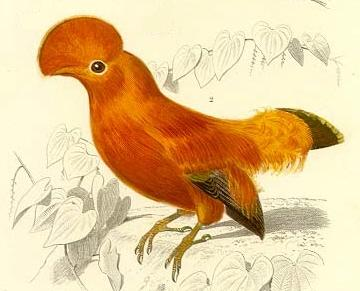
Rupicola rupicola, ilustración de Édouard Traviès en d'Orbigny Dictionnaire universel d'histoire naturelle, 1867.

### Descripción original
La especie R. rupicola fue descrita por primera vez por el naturalista sueco Carlos Linneo en 1766 bajo el nombre científico Pipra rupicola; la localidad tipo es «Cayena».

### Etimología
El nombre genérico masculino «Rupicola», y también el nombre de la especie, se compone de las palabras del latín «rupes, rupis» que significa ‘roca’, y «colere» que significa ‘habitante’.

### Taxonomía
Es monotípica.
Berv & Prum (2014) produjeron una extensa filogenia para la familia Cotingidae reflejando muchas de las divisiones anteriores e incluyendo nuevas relaciones entre los taxones, donde se propone el reconocimiento de cinco subfamilias. De acuerdo a esta clasificación, Rupicola pertenece a una subfamilia Rupicolinae Bonaparte, 1853, junto a Carpornis, Phoenicircus y Snowornis.